# Я оголошую війну
«Я оголошую війну» (фр. La guerre est déclarée) — французький фільм 2011 року режисера Валері Донзеллі, створений і знятий нею спільно з Жеремі Елькаймом (Jérémie Elkaïm).
Фільм присвячений Габріелю і персоналу громадських лікарень.
У фільмі описується боротьба двох молодих батьків з діагностованим їх дитині раком.

## Зміст
Ромео і Джульєтта знайомляться в клубі. Вони щасливо живуть разом і незабаром у пари народжується син. Та радість батьків була не довгою — у дитини виявляють церебральну пухлину. Героям належить довга боротьба за здоров'я своєї дитини, пошуки хороших лікарів і перевірка почуттів один до одного у важкій життєвій ситуації. Фільм зайвий раз доводить, що любов і підтримка тих, хто поруч, — це половина успіху у розв'язанні будь-якої проблеми.

## Ролі
- Валері Донзеллі — Джульєтта
- Жеремі Елькайм — Ромео
- Цезар Дессе (César Desseix) — Адам у віці 18 місяців
- Габріель Елькайм, син Валері та Жеремі, насправді переніс рак — Адам у віці 8 років
- Бріджит Сі (Brigitte Sy) — Кладья, мати Ромео
- Еліна Левенсон (Elina Löwensohn) — Алекс, дружина Кладьї
- Мішель Моретті (Michèle Moretti) — Женева, мати Джульєтти
- Філіп Лоденбах (Philippe Laudenbach) — Філіп, батько Джульєтти
- Бастьєн Буйон (Bastien Bouillon) — Нікос, друг Ромео
- Беатріс де Сталь (Béatrice De Staël) — доктор Прат, педіатр
- Анна Ле Ні (Anne Le Ny) — доктор Фітуссі, невролог
- Фредерік Пьєрро (Frédéric Pierrot) — доктор Сант-Роз, хірург

## Музика
- Frustration: Blind
- Жорж Делерю: Radioscopie
- Іоганн Себастьян Бах: менует, Увертюра № 2 сі мінор, BWV 1067
- Вівальді: кантата Cessate, omai cessate
- Жаклін Тайеб (Jacqueline Taieb): La Fac de lettres
- Ton grain de beauté, пісня, написана і виконана Валері Донзеллі спільно з Жеремі Елькаймом
- Yuksek: Break Ya
- Вівальді: Пори року
- Luiz Bonfá: Manha de carnaval за мотивами опери 'Чорний Орфей (версія для оркестру)
- Енніо Морріконе: тема з Дивний випадок (La cosa buffa) Альдо Ладо (1973)
- 5 Gentlemen: Si tu reviens chez moi
- Жак Хігелін (Jacques Higelin): Je ne peux plus dire je t'aime (Я не можу сказати, що я тебе люблю), у виконанні Аліси Гастат (Alice Gastaut) і Адрієн Антоні (Adrien Antoine).
- Жак Оффенбах: Паризьке життя
- Себастьян Телльє: Une vie de papa
- Лорі Андерсон: O Superman
- Пітер вон Пехл (Peter von Poehl): The Bell Tolls Five
- Jacno : Rectangle

## Релізи в різних країнах
У Франції фільм стартував 31 серпня на 129 копіях, протягом 5 тижнів розширився до 305 копій і зібрав 6,4 млн доларів.

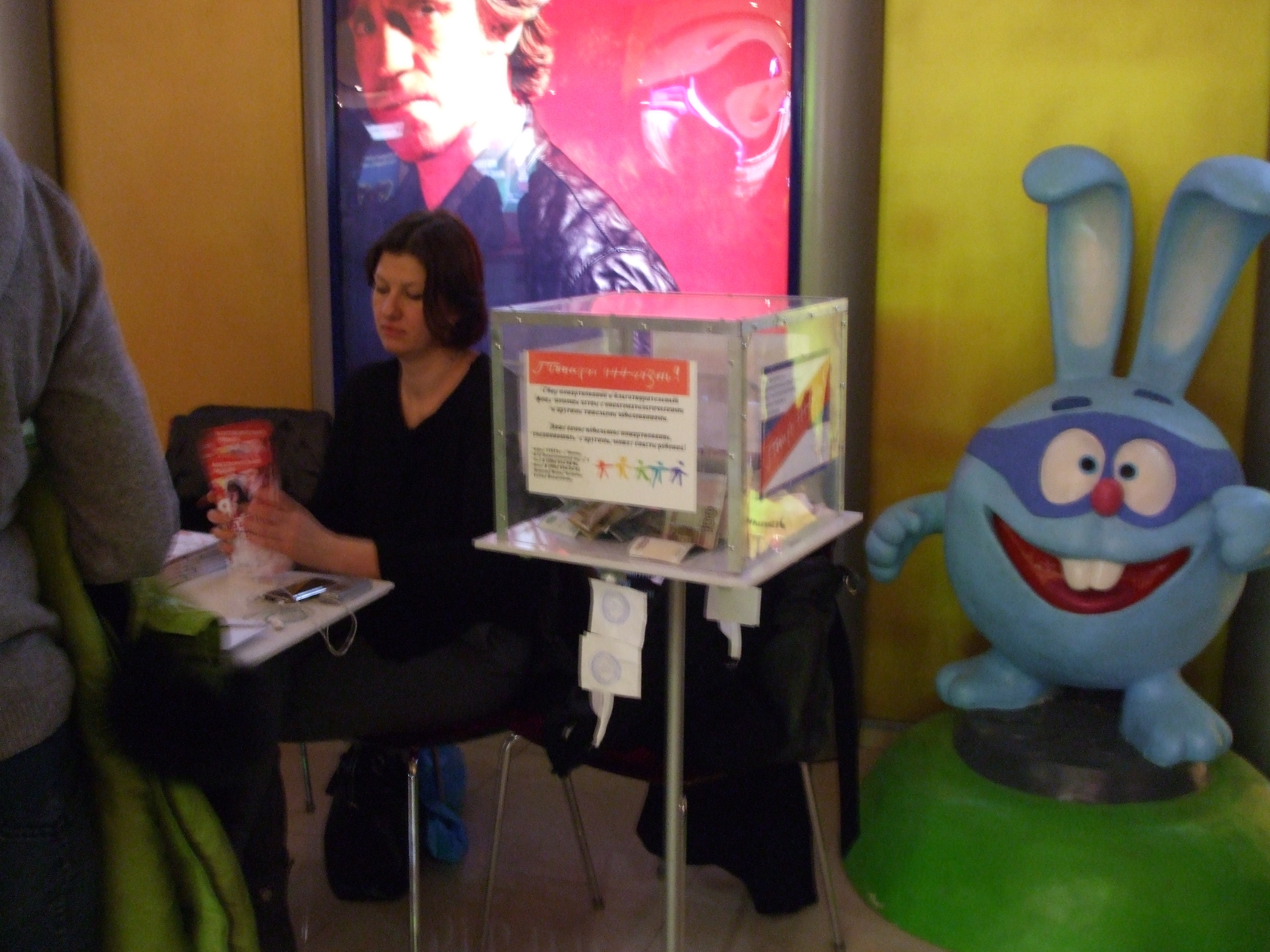
Збір пожертвувань перед прем'єрою в Москві

Прем'єра в Росії відбулася 9 листопада 2011 року у Москві, в кінотеатрі «Жовтень», за підтримки «Каро-Фільм» та «Газпром-Медіа»; крім того, передпрем'єрний показ відбувся в кінолаунже DOME. Половина коштів, отриманих розповсюджувачем фільму в прокаті і на DVD в Росії (Каравелла-DDC), а також всі кошти, виручені продажем квитків на прем'єрний показ, будуть передані в благодійний фонд «Подаруй життя». Подібна передача коштів є в Росії прецедентом.

## Технічна реалізація
Фільм був знятий на Canon EOS 5D Mark II.
- Звук: Андре Рігот
- Монтаж: Поліна Гайллард
- Декорації: Гелль Усапдіварас (Gaëlle Usandivaras)
- Костюми: Елізабет Мею
- Кастинг: Карен Хоттойс
- Музично-художній керівник: Жеремі Елькайм
- Виробництво: Едуард Вейль для Rectangle Productions
- Первісне поширення в театрах Франції: Wild Bunch

## Критика
Фільм отримав безліч позитивних відгуків (4,3 зірки з 5 в середньому). Le Monde дав драмі всі 5 зірок: «Проти раку безсумнівна сила щастя». Фільм представляв Францію на премії «Оскар» 2012 року в номінації «Найкращий іноземний фільм». «Я оголошую війну» був фільмом відкриття програми «Тиждень критики» Каннського кінофестивалю 2011 (12 травня), після представлення в Канні звучали десятихвилинні овації.
Журнал TimeOut дав фільму 3 зірки з 5. Діти, хворі на онкологічні захворювання, присутні на прем'єрі фільму в Росії, засудили спосіб життя, несерйозність головних героїв. Журнал «Коммерсант» зазначив деяку недосвідченість режисера в роботі з емоціями глядача, при цьому в ряді рецензій було відзначено, що фільм не ставить метою викликати жалість, навпаки, містить багато гумористичних і іронічних деталей («Інтернаціонал» як колискова, інфантильна поведінка самої пари тощо).
Станом на червень 2012 р. в Internet Movie Database фільм отримав рейтинг 7.0 з 10.

## Нагороди
- Гран-прі кінофестивалю романтичних фільмів у Кабурі 2011 року.
- Приз журі, приз глядацьких симпатій і нагорода блогерів на Festival Paris Cinéma у 2011 році.